# Орбитальный резонанс
Орбитальный резонанс в небесной механике — ситуация, при которой орбитальные периоды двух (или более) небесных тел соотносятся как небольшие натуральные числа. В результате периодическое сближение этих тел между собой происходит только в определённых точках орбит. Возникающие вследствие этого регулярные изменения силы гравитационного взаимодействия этих тел могут стабилизировать их орбиты.
В некоторых случаях резонансные явления вызывают неустойчивость некоторых орбит. Так, щели Кирквуда в поясе астероидов объясняются резонансами с Юпитером; деление Кассини в кольцах Сатурна объясняются резонансом со спутником Сатурна Мимасом.

## Примеры
- Плутон и некоторые другие объекты пояса Койпера (так называемые плутино) находятся в орбитальном резонансе 2:3 с Нептуном — два оборота Плутона вокруг Солнца соответствуют по времени трём оборотам Нептуна.
- Сатурн и Юпитер находятся почти в точном резонансе 2:5;
- Троянские астероиды находятся в резонансе 1:1 с Юпитером (расположены в точках Лагранжа L4 и L5);
- Спутники Юпитера Ганимед, Европа и Ио находятся в резонансе 1:2:4;
- Спутники Плутона находятся в резонансе 1:3:4:5:6;
- Предшественник кометы Энке мог иметь орбитальный резонанс 2:7 с Юпитером[1][2].

## Спин-орбитальный резонанс
Близкое явление — спин-орбитальный резонанс, когда синхронизируются орбитальный период небесного тела и его период вращения вокруг своей оси:
- Меркурий обращается вокруг Солнца в спин-орбитальном резонансе 3:2, то есть за два меркурианских года планета совершает три оборота вокруг своей оси.
- Луна при вращении вокруг Земли обращена всегда одной стороной — спин-орбитальный резонанс 1:1.
- Все Галилеевы спутники также обращены к Юпитеру одной стороной.

Частный случай спин-орбитального резонанса 1:1 называется приливным захватом, так как чаще всего вызывается диссипацией приливной энергии в коре небесного тела.